# Leytonstone

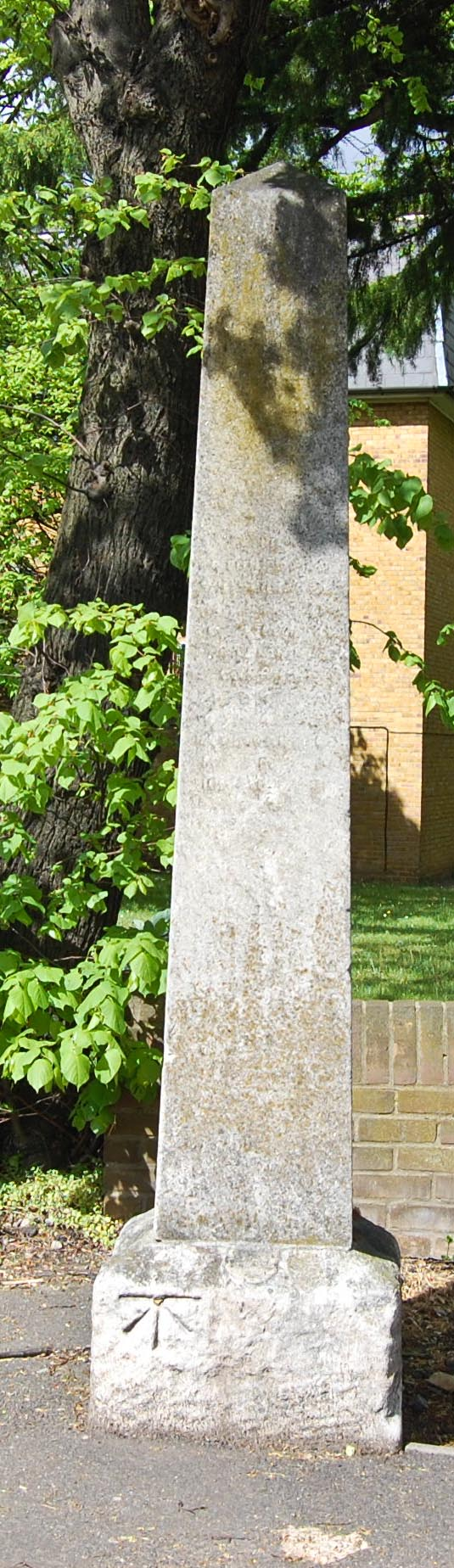
L'obelisco di Leytonstone.

Leytonstone è una località del London Borough of Waltham Forest, nella parte nord orientale di Londra.

## Storia
La strada principale di Leytonstone, Leytonstone High Road, è stata costruita durante l'epoca romana; sono stati perfino trovati dei reperti archeologici nell'area in seguito a degli scavi.
Il nome Leytonstone (nei primi documenti Leyton-Atte-Stone) sembra derivare dalla grande pietra che si erge al congiungimento tra Hollybush Hill e New Wanstead; nel diciottesimo secolo fu issato un obelisco sulla cima della collina.
Due delle iscrizioni degli obelischi sono ancora leggibili, mentre le altre non lo sono.
Si è detto che la "High Road Leytonstone" sia una via preistorica anteriore all'antica civiltà romana, costruita lungo la medesima strada per Londra.
In ogni caso sono state trovate strade romane durante gli scavi.
La più antica testimonianza cartografica di Leytonstone è datata 1545.

## Proteste "di strada"
Nel 1990, Leytonstone fu una delle principali sedi della protesta contro la Autostrada britannica M11. Lo stadio finale della protesta si tenne presso Claremont Road, Leytonstone e terminò solo in seguito ad un atto di forza nel 1994.

## Nelle vicinanze
- Leyton
- Walthamstow
- Epping Forest
- Forest Gate
- Wanstead
- Snaresbrook

## Trasporti
La strada principale del distretto è la Leytonstone High Road, che anticamente era una strada romana costruita per collegare la città di Londra con l'Epping Forest. Oggi esiste ancora (sebbene non conduca più nell'Epping Forest) ed è tuttora la strada più importante di Leytonstone.
Nella zona sono inoltre ubicate la stazione di Leytonstone, sulla Central line, e la stazione di Leytonstone High Road, facente parte della London Overground.

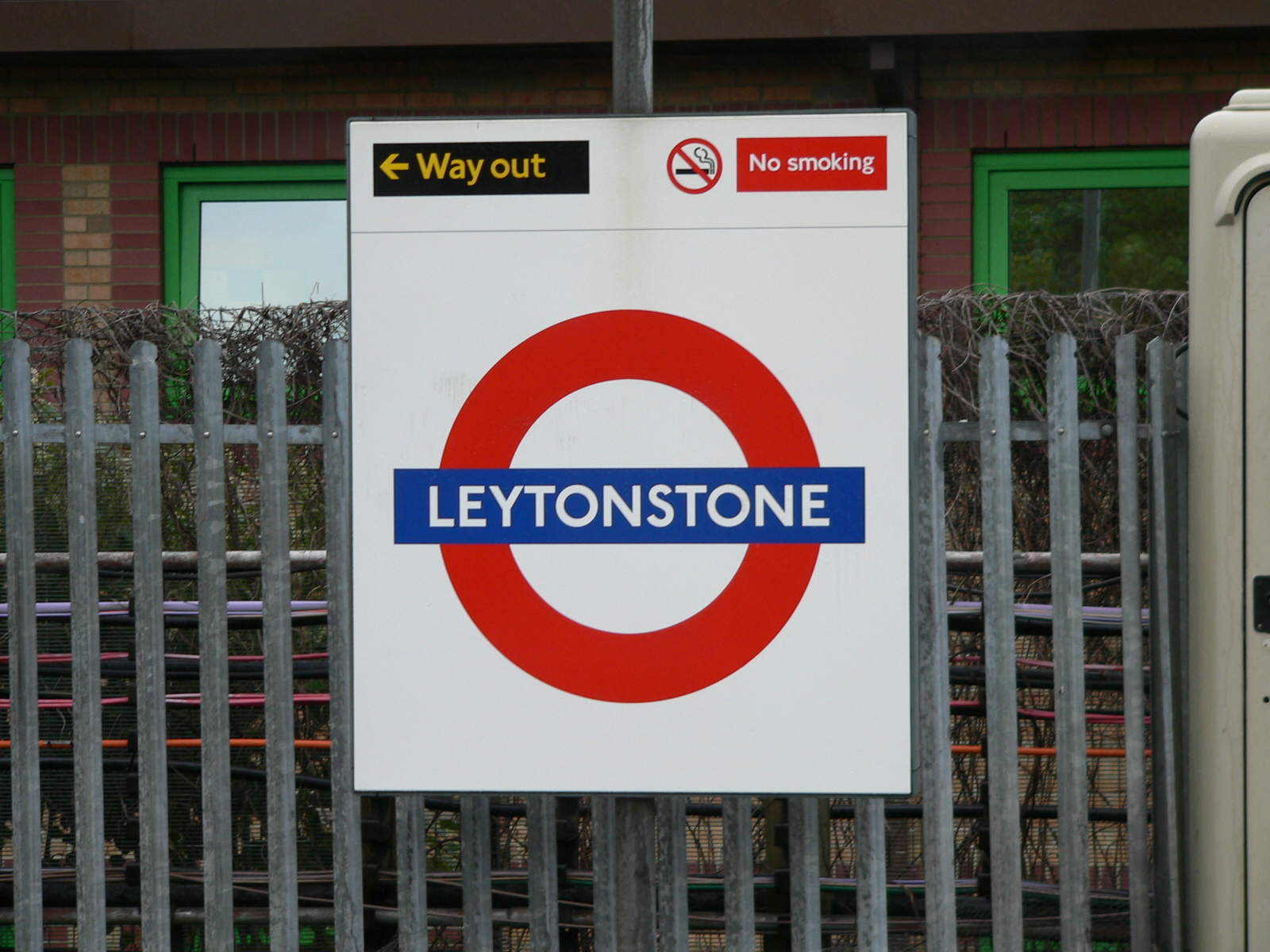
Roundel della stazione della metropolitana di Leytonstone.